# Liste des interstates en Ohio
Les Interstates en Ohio font partie du réseau des autoroutes inter-états et sont entretenues par le Ohio Department of Transportation (ODOT), à l'exception des segments de routes faisant partie du Ohio Turnpike. L'état compte huit autoroutes principales et quatorze autoroutes auxiliaires. Une autoroute principale et une autoroute auxiliaire sont proposées.

## Autoroutes principales
| Numéro       | Longueur (mi) | Longueur (km) | Terminus sud / ouest                                              | Terminus nord / est                                                 | Créée    | Notes |
| ------------ | ------------- | ------------- | ----------------------------------------------------------------- | ------------------------------------------------------------------- | -------- | --- |
| I-70         | 225,60        | 363,07        | I-70 / US 35 à la frontière de l'Indiana près de New Paris        | I-70 à la frontière de la Virginie-Occidentale près de Valley Grove | 1960     | |
| I-71         | 248,15        | 399,36        | I-71 / I-75 à la frontière du Kentucky à Cincinnati               | I-90 / I-490 à Cleveland                                            | 1960     | |
| I-73         | —             | —             | I-73 à la frontière de la Virginie-Occidentale près de Burlington | I-73 à la frontière du Michigan près de Toledo                      | proposée | Autoroute proposée qui entrerait depuis la Virginie-Occidentale en multiplex avec la US 52 jusqu'à Portsmouth, où elle emprunterait le corridor de la US 23 et d'autres autoroutes jusqu'à Toledo avant d'entrer au Michigan. |
| I-74         | 19,47         | 31,33         | I-74 / US 52 à la frontière de l'Indiana à West Harrison          | I-75 à Cincinnati                                                   | 1962     | |
| I-75         | 211,55        | 340,46        | I-71 / I-75 à la frontière du Kentucky à Cincinnati               | I-75 à la frontière du Michigan près de Toledo                      | 1960     | |
| I-76         | 81,65         | 131,40        | I-71 / US 224 près de Lodi                                        | I-76 à la frontière de la Pennsylvanie à Petersburg                 | 1972     | 22,5 miles (36,20 km) de l'I-76 font partie du Ohio Turnpike |
| I-77         | 163,03        | 262,37        | I-77 à la frontière de la Virginie-Occidentale à Marietta         | I-90 à Cleveland                                                    | 1964     | |
| I-80         | 237,48        | 382,19        | I-80 / I-90 à la frontière de l'Indiana à Northwest Township      | I-80 à la frontière de la Pennsylvanie près de Hubbard              | 1960     | 218 miles (351 km) de l'I-80 font partie du Ohio Turnpike |
| I-90         | 244,75        | 393,89        | I-80 / I-90 à la frontière de l'Indiana à Northwest Township      | I-90 à la frontière de la Pennsylvanie à Conneaut                   | 1960     | 142 miles (229 km) de l'I-90 font partie du Ohio Turnpike |
| - Non-ouvert |               |               |                                                                   |                                                                     |          | |

## Autoroutes auxiliaires
| Numéro       | Longueur (mi) | Longueur (km) | Terminus sud / ouest                              | Terminus nord / est                                                | Créée    | Notes                                                          |
| ------------ | ------------- | ------------- | ------------------------------------------------- | ------------------------------------------------------------------ | -------- | -------------------------------------------------------------- |
| I-270        | 54,97         | 88,47         | Ceinture autour de Columbus                       | Ceinture autour de Columbus                                        | 1964     |                                                                |
| I-271        | 40,22         | 64,73         | I-71 à Medina                                     | I-90 à Willoughby Hills                                            | 1964     |                                                                |
| I-275        | 56,04         | 90,19         | I-275 à la frontière de l'Indiana à Elizabethtown | I-275 à la frontière du Kentucky à Cincinnati                      | 1962     | Ceinture autour de Cincinnati                                  |
| I-277        | 4,14          | 6,66          | I-76 / US 224 à Akron                             | I-77 / US 224 à Akron                                              | 1970     |                                                                |
| I-280        | 12,41         | 19,97         | I-80 / I-90 / SR 420 à Lake Township              | I-75 à Toledo                                                      | 1959     |                                                                |
| I-380        | —             | —             | I-76 / I-77 à Akron                               | I-271 / SR 8 à Macedonia                                           | proposée | Redésignation proposée de la SR 8                              |
| I-470        | 6,69          | 10,77         | I-70 à Blaine                                     | I-470 à la frontière de la Virginie-Occidentale près de Bridgeport | 1976     |                                                                |
| I-471        | 0,73          | 1,17          | I-471 à la frontière du Kentucky à Cincinnati     | I-71 à Cincinnati                                                  | 1981     |                                                                |
| I-475        | 20,37         | 32,78         | I-75 à Perrysburg                                 | I-75 à Toledo                                                      | 1964     |                                                                |
| I-480        | 41,77         | 67,22         | I-80 à North Ridgeville                           | I-80 à Streetsboro                                                 | 1971     |                                                                |
| I-480N       | 1,99          | 3,20          | I-480 à Maple Heights                             | I-271 / US 422 à Warrensville Heights                              | 1974     | Autoroute collectrice reliant l'I-480 à l'I-271 et à la US 422 |
| I-490        | 2,43          | 3,91          | I-71 / I-90 à Cleveland                           | I-77 à Cleveland                                                   | 1990     | Sera prolongée sur la SR 10                                    |
| I-670        | 10,43         | 16,79         | I-70 à Columbus                                   | I-270 / US 62 à Gahanna                                            | 2003     |                                                                |
| I-675        | 26,53         | 42,70         | I-75 près de Miamisburg                           | I-70 près de Fairborn                                              | 1987     |                                                                |
| I-680        | 16,43         | 26,44         | I-76 à North Lima                                 | I-80 près de Mineral Ridge                                         | 1964     |                                                                |
| - Non-ouvert |               |               |                                                   |                                                                    |          |                                                                |